# There's One Born Every Minute
Pour plus de détails, voir Fiche technique et Distribution.
There's One Born Every Minute est un film américain réalisé par Harold Young, sorti en 1942.

## Synopsis
Lemuel Twine, le patron d'une fabrique de pudding, accepte de se présenter aux prochaines élections municipales. Il s'agit en réalité d'une manœuvre de son opposant politique, qui préfère avoir en face de lui une personne sans expérience politique.

## Fiche technique
- Titre : There's One Born Every Minute
- Réalisation : Harold Young
- Scénario : Robert B. Hunt et Brenda Weisberg
- Photographie : John W. Boyle
- Montage : Maurice Wright
- Société de production : Universal Pictures
- Pays de production : États-Unis
- Format : Noir et blanc - 1,37:1
- Genre : comédie
- Date de sortie : 1942

## Distribution
- Hugh Herbert : Lemuel P. Twine / Abner Twine / Colonel Cladius Zebediah Twine
- Peggy Moran : Helen Barbara Twine
- Tom Brown : Jimmy Hanagan
- Guy Kibbee : Lester Cadwalader Sr.
- Catherine Doucet : Minerva Twine
- Edgar Kennedy : Mayor Moe Carson
- William Henry : Lester Cadwalader Jr.
- Gus Schilling : Professeur Asa Quisenberry
- Elizabeth Taylor : Gloria Twine
- Charles Halton : Trumbull
- Renie Riano (en) : Miss Aphrodite Phipps
- Carl Switzer : Junior Twine
- Melville Ruick (en) : Animateur radio
- Maude Eburne : Agatha